# Enderlin (Dakota du Nord)
Pour les articles homonymes, voir Enderlin.
La ville d’Enderlin est située dans les comtés de Cass et Ransom, dans l’État du Dakota du Nord, aux États-Unis. Sa population s’élevait à 886 habitants lors du recensement de 2010, estimée à 868 habitants en 2016.

## Histoire
Enderlin a été fondée en 1891.

## Démographie
| 1900 | 1910  | 1920  | 1930  | 1940  | 1950  |
| ---- | ----- | ----- | ----- | ----- | ----- |
| 636  | 1 540 | 1 919 | 1 839 | 1 593 | 1 504 |

| 1960  | 1970  | 1980  | 1990 | 2000 | 2010 |
| ----- | ----- | ----- | ---- | ---- | ---- |
| 1 596 | 1 343 | 1 151 | 997  | 947  | 886  |

## Source
- (en) Cet article est partiellement ou en totalité issu de l’article de Wikipédia en anglais intitulé « Enderlin, North Dakota » (voir la liste des auteurs).